# Sauberge
Die Sauberge sind ein bis 317 m ü. NHN hoher Höhenzug des Innersteberglands im niedersächsischen Landkreis Hildesheim.

## Geographie

### Lage
Die Sauberge breiten sich östlich des Hildesheimer Waldes, von Bad Salzdetfurth und des engen Tals der Lamme in Richtung Derneburg aus und grenzen den Ambergau gegen Norden ab. Im Osten des bewaldeten Höhenzugs liegt Hackenstedt im flachen Tal des Borbachs. Wenige Kilometer ostnordöstlich davon liegt Holle, und etwas südöstlich der Landschaft befindet sich Bockenem; ein paar einzeln gelegene Ortsteile dieser Städte reichen bis an den Höhenzug heran. Der Südwest- und Nordostteil der Sauberge ist durch die Büntebach (Bünte) als Zufluss der Lamme voneinander getrennt, wobei auf vielen Landkarten nur der Südwestteil mit Sauberge beschriftet ist. Einen Kilometer nördlich vorbei an der Landschaft fließt die Innerste in Ost-West-Richtung, etwas östlich vorbei am Höhenzug verläuft die Nette in Süd-Nord-Richtung. Nordöstlich schließt sich jenseits der Innerste der Höhenzug Vorholz an. Südwestlich oberhalb dem Büntetal befindet sich ein Golfplatz.

### Naturräumliche Zuordnung
Die Sauberge gehören im Niedersächsischen Bergland (Weser- und Weser-Leine-Bergland) in der naturräumlichen Haupteinheitengruppe Weser-Leine-Bergland (Nr. 37), in der Haupteinheit Innerstebergland (379) und in der Untereinheit Hildesheimer Bergland (379.0) zum Naturraum Salzdetfurther Bergland (379.02).

### Erhebungen
Zu den Erhebungen der Sauberge gehören mit Höhe in Meter (m) über Normalhöhennull (NHN):
| - Hammersteins Höhe (ca. 317 m), bei Bad Salzdetfurth - Turmberg (293 m), bei Wesseln - Reesberg (281,0 m), bei Nette und Upstedt; mit Sendeturm - Breitenberg (280 m), bei Hackenstedt - Feldberg (266 m), bei Hackenstedt - Ziegenberg (257,4 m), bei Bad Salzdetfurth; mit Sendeturm - Buchberg (256 m), bei Henneckenrode - Salzberg (257,0 m), bei Bad Salzdetfurth | - Ebersberg (266,0 m), bei Nette und Upstedt - Weißer Stein (244,0 m), bei Bad Salzdetfurth - Sothenberg (235,0 m), bei Bad Salzdetfurth - Kanzelberg (208 m), bei Hackenstedt - Westberg (208 m), bei Derneburg - Egge (187 m), bei Klein Düngen |

### Städte und Gemeinden
Die Gebiete dieser Städte und Gemeinden liegen in und an den Saubergen (alphabetisch sortiert):
- Bad Salzdetfurth – im Westen
- Bockenem – etwas entfernt im Südosten
- Holle – etwas entfernt im Nordosten

## Fauna
Innerhalb der Sauberge wird in einem großflächigen Wildschutzgebiet eine Herde Damwild gehalten. Die Wildschweinbestände sind relativ hoch. Zu den bedeutendsten Vogelarten gehören Schwarz-, Mittel-, Klein-, Grün- und Grauspechte. Rotmilan, Mäusebussard, Habicht, Sperber und Baumfalken brüten ebenfalls hier. Die Bestandsdichte des Rotmilans mit 8 bis 10 Paaren in 2012 ist einer der größten in Niedersachsen. Zu den interessantesten Passeres gehören Sommergoldhähnchen, Haubenmeise, Waldlaubsänger, Baumpieper und Fichtenkreuzschnabel.

## Verkehr und Wandern
Zwischen dem Südwest- und Nordostteil der Sauberge führt entlang der Bünte in Nordwest-Südost-Richtung von Wesseln nach Nette die Bundesstraße 243. Im Südwesten verläuft zwischen Bültum und Wehrstedt entlang der Lamme die Kreisstraße 315 und im Nordosten von Sottrum entlang dem Borbach nach Hackenstedt die K 309. Die Sauberge sind von mehreren Wander- und Forstwegen durchzogen.